# Puy de la Monédière
Le puy de la Monédière, parfois appelé puy de Monédière, est un sommet du Massif central en France. À une altitude de 922 mètres, il se trouve en région Nouvelle-Aquitaine, dans le département de la Corrèze, dans le massif des Monédières dont il est le point culminant. Le sommet est doté d'une table d'orientation et fréquenté du fait de son panorama, de sa descente pour le VTT et pour la pratique du vol libre.

## Toponymie
L'étymologie du vocable Monédière remonterait au latin « Monteis Diei » et signifierait « Mont du Jour ». Cette affirmation a néanmoins été remise en cause par Pierre Monteil. 

## Géographie
Le puy de la Monédière se trouve sur la commune de Veix dans le massif des Monédières et le périmètre du parc naturel régional de Millevaches en Limousin.
C'est là, en arrivant du nord, après avoir traversé la commune de Treignac, que commence le massif du même nom. Le sommet dominant du puy de la Monédière et le creusement de la vallée de Veix en contrebas contrastent fortement avec les paysages limousins jusqu'ici sillonnés. En prenant de l'altitude on découvre petit à petit les landes emblématiques de ce paysage : les fourrés de bruyère, de myrtilles sauvages, de genêts et d'ajoncs se sont installés sur un socle granitique. Passé 700 mètres d'altitude, une autre flore prend progressivement racine : l'arnica des montagnes et la gentiane jaune.
Il existe au sommet du puy de la Monédière une table d'orientation, mais à la différence de celles présentes au suc au May et au puy de Sarran, offrant des panoramas sur 360 degrés, au puy de la Monédière, en raison d'une forêt dense de résineux qui obstrue une partie de l'horizon, le panorama se donne à 180 degrés vers les lointains.

## Activités

### Télécommunications
Un pylône de télécommunications se trouve au sommet.

### Cyclisme
Une piste de VTT de descente part du sommet en direction du nord-ouest.

### Parapente
C'est un site pour le décollage de parapente.